# 镜像神经元
镜像神经元（英語：mirror neuron）是指动物在执行某个行为以及观察其他个体执行同一行为时都发放冲动的神经元。因而可以说这一神经元“镜像”了其他个体的行为，就如同自己在进行这一行为一样。这种神经元已在灵长类、鸟类等动物身上发现。对于人脑来说，在前运动皮质、运动辅助区、第一躯体感觉皮质、顶叶下皮质等中都有找到了这类神经元。

## 歷史
镜像神经元于1992年被提出，一些科学家认为这是近些年来神经科学领域中最重要的发现之一。例如著名神经科学家维莱亚努尔·拉马钱德兰（Vilayanur S. Ramachandran）就认为它们在模仿及语言习得中起到了重要作用。拉马钱德兰还推测镜像神经元与理解他人感觉（共情）有关，因而在人类文明的发展中扮演了重要角色。不过，美國加州大學爾灣分校认知神经科学中心主任格雷格·希科克（Greg Hickok）等科学家则对此表示怀疑，他们不认为镜像神经元是理解他人意图或感觉的认知基础。例如希科克就认为这种说法并没有或只有很少的证据。尽管科学界对这一发现都感到很兴奋，但目前仍没有被广泛接受的神经或计算模型能够描述镜像神经元如何增进了模仿等认知功能。

## 功能
镜像系统的功能引起了很多推测。许多认知神经科学与认知心理学领域的学者认为这一系统为知觉－行动耦合（perception action coupling）提供了生理学的基础。这些镜像神经元可能对理解他人的行为十分重要，从而使人类能够通过模仿学习新的技能。一些学者还推测镜像系统可能能够模拟被观察到的行为，因而与心智理论（theory of mind）有关；而另一些学者则认为镜像神经元和语言能力相关。还有一起推测认为镜像系统出现问题可能会导致自闭症等认知障碍。 不过镜像系统与自闭症之间的关联仍是假设性的理论，如何用镜像神经元来解释自闭症的许多重要特征仍有待研究。

## 延伸閱覽
- 感同身受：鏡像神經元 （页面存档备份，存于）